# Rhynchostegium hunanense
Rhynchostegium hunanense là một loài rêu trong họ Brachytheciaceae. Loài này được Ignatov & Huttunen mô tả khoa học đầu tiên năm 2005.